# Шаммо, Нарин
Нарин Шаммо (род. 1986, Башика) — езидская журналистка-расследовательница и правозащитница.

## Жизнь
Нарин изучала английскую литературу в Университете Аль-Хадба в Мосуле, 9 лет работала журналисткой и телепродюсером, а в настоящее время борется за права езидок.

## Активизм
В 2014 году Нарин Шаммо уволилась с работы на телевидении, когда узнала, что «Исламское государство» систематически похищает и порабощает женщин и девочек в Ираке, и активно участвовала в освобождении пленных езидских девушек и женщин, а также в осуждении геноцида езидов. Она работала с Инициативой для езидов по всему миру и Центром езидов. В 2015 году была выбрана в список 100 вдохновляющих женщин мира по версии Би-би-си и в 2016 году по версии Salt and Diageo.
Она была первой, кто заговорил о жестоком обращении с езидскими женщинами в Курдистанском регионе и призвал к вмешательству.
В 2015 году Нарин Шаммо была удостоена женской премии Клары Цеткин (Clara-Zetkin-Frauenpreis) немецкой партии Die Linke за выдающуюся работу.